# Scleria patula
Scleria patula är en halvgräsart som beskrevs av E.A.Rob. Scleria patula ingår i släktet Scleria och familjen halvgräs.
Artens utbredningsområde är Zambia. Inga underarter finns listade i Catalogue of Life.